# أنوار أحمد
أنوار أحمد (1967 -)، ممثلة سورية عملت في الفن الكويتي.

## حياتها الفنية
دخلت إلى التمثيل عام 1984 بمقر اقامتها بالكويت عندما شاركت مع «المسرح القومي الفلسطيني» خلال مسرحية باب الفتوح. حاصلة على شهادة البكالوريوس من المعهد العالي للفنون المسرحية في الكويت. اعتزلت العمل الفني في أواخر عام 1995 وذلك بعد أن انتهت من تصوير مسلسل أحلام نيران الذي عرض بعام 1996، قيل أنها هاجرت إلى كندا.

## أعمالها

### من أعمال التلفزيون
| سنة الإنتاج | المسلسل                          | الشخصية |
| ----------- | -------------------------------- | ------- |
| 1984        | سيدي الرجل لا                    |         |
| 1985        | الانحدار فيلم تلفزيوني           |         |
| 1986        | صغيرات على الحياة                | سوسن    |
| 1986        | المغامرون الثلاثة                | جوهان   |
| 1987        | الحصاد المر سهرة تلفزيونية       | عفاف    |
| 1987        | على الدنيا السلام                | منى     |
| 1988        | نصيب                             | عائشة   |
| 1988        | قلوب عند المرافئ                 | منال    |
| 1992        | بو مرزوق                         | نورة    |
| 1992        | طيف السلام                       | غنيمة   |
| 1993        | فوازير رمضان - حديقة الحب        | ليلى    |
| 1993        | سليمان الطيب                     | حنان    |
| 1994        | العقاب                           | ليلى    |
| 1994        | المحطة الأخيرة سهرة تلفزيونية    |         |
| 1995        | إفتح يا وطني أبوابك برنامج توعوي | فاتن    |
| 1996        | أحلام مجمدة سهرة تلفزيونية       |         |
| 1996        | أحلام نيران                      | خلود    |

### من أعمال المسرح
| سنة الإنتاج | المسرحية            | الشخصية |
| ----------- | ------------------- | ------- |
| 1984        | باب الفتوح          |         |
| 1986        | سندس (عروض البحرين) | أم سارة |
| 1986        | صحن زلاطة           |         |
| 1986        | الطنطل يضحك         |         |
| 1991        | البنت والساحر       |         |
| 1993        | القضية              |         |

## روابط خارجية
- أنوار أحمد على موقع قاعدة بيانات الأفلام العربية